# Claudio Paglieri
Claudio Paglieri (Genova, 26 settembre 1965) è uno scrittore e giornalista italiano.
Ligure, nato a Genova nel 1965, autore di libri umoristici e di romanzi, è giornalista del quotidiano ligure Il Secolo XIX. Ha vinto il Premio Bancarella Sport per il romanzo giallo Domenica Nera nel 2005 e il Premio NebbiaGialla per il romanzo L'enigma di Leonardo nel 2014.

## Opere

### Libri umoristici
- Liguri, quelli che mugugnano, 1996 Edizioni Sonda.
- Non son degno di Tex. Vita, morti e miracoli del mitico ranger, 1997 Marsilio Editore.
- Mi chiamo Dog, Dylan Dog. Vita e imprese di un playboy fifone, 1998 Marsilio Editore.
- Giornalisti, 2001 Edizioni Sonda.

### Romanzi
- L'estate sta finendo, 2001 Marsilio Editore.
- Il conte Attilio, 2023 Giunti Editore.

#### Le indagini del Commissario Luciani
Serie di romanzi gialli aventi per protagonista il commissario di polizia Marco Luciani, ambientati principalmente in Liguria.
- Domenica nera, 2005 Edizioni Piemme, vincitore del Premio Bancarella Sport.
- Il vicolo delle cause perse, 2007 Edizioni Piemme.
- La cacciatrice di teste, 2010 Edizioni Piemme.
- L'enigma di Leonardo, 2013 Edizioni Piemme, vincitore del premio NebbiaGialla.
- L'ultima cena del Commissario Luciani, 2014 Edizioni Piemme.
- Estate in giallo per il commissario Luciani, 2016 Edizioni Piemme. (ristampa dei primi due romanzi)
- Delitto e rovescio, 2016 Edizioni Piemme
- Fine della corsa, 2021 Edizioni Piemme

### Racconti
- Il Traguardo del Commissario Luciani, 2013 Edizioni Piemme racconto disponibile solo in formato digitale e collegato al romanzo L'enigma di Leonardo.

- Luciani e l'inafferrabile Bikila, 2017 racconto disponibile solo in formato digitale.